# In Fear and Faith
In Fear and Faith es una banda norteamericana de post hardcore, oriunda de San Diego, Estados Unidos. La banda fue fundada en 2006. La banda pertenece actualmente a Rise Records y han publicado dos álbumes de estudio y dos EP. El nombre de la banda proviene de una canción de Circa Survive. El primer trabajo de la banda fue un EP del año 2006 llamado In Fear and Faith, su segundo trabajo fue Voyage, lanzado el 18 de septiembre de 2007. El 6 de enero de 2009 la banda lanza su álbum debut Your World on Fire y el 15 de junio de 2010 lanzan su segundo álbum; Imperial.

## Historia

### Inception yVoyage(2006–2007)
In Fear and Faith fue fundada en 2006 por los miembros Davey Owens, Mehdi Niroomand, Tyler McElhaney, Jarred Dearmas y Niroomand Ramin mientras asistían a la escuela secundaria, el nombre deriva del nombre de una canción de Circa Survive canción del mismo nombre.
La banda grabó un demo homónimo durante el mismo año de formación, que contiene cuatro canciones.
Un año después de grabar el demo, el vocalista fundador Jarred Dearmas fue expulsado del grupo en el deseo de los miembros que buscan una cantante con una gama más alta vocal. Tyler " Telle " Smith fue metido como voz limpia de la banda junto con Cody Anderson como vocalista gutural. Unos meses después de estas modificaciones, reemplazaron al guitarrista Davey Owens con Noah Slifka mientras el tecladista Michael Guy dejó la banda sin un miembro de reemplazo. Con esta línea grabaron su segundo EP Voyage, fue lanzado a través de iTunes el 17 de diciembre de 2007. Se reunió con la aclamación positiva y lograr más de 30.000 compras de canciones, que atrajo la atención de Rise Records, que se firmaron hasta el año siguiente .

### Your World on Fire(2008-2009)
El vocalista Smith dejó la banda en enero de 2008 para unirse a Greeley Estates como bajista. Fue reemplazado por Scott Barnes y el grupo lanzó su álbum debut, Your World on Fire el 6 de enero de 2009 a través de subida. Alcanzó el número 193 en el Billboard 200. El éxito del álbum los llevó para inclusiones en muchas giras y festivales. Viajaron con grupos como Gwen Stacy, Our Last Night, Vanna, Emarosa, The Human Abstract, Life in Your Way, Burden of a Day, Lower Definition, Confide, VersaEmerge, Here I Come Falling, Burden of a Day, Broadway, In This Moment, Agraceful y Motionless in White.

### Imperial, Symphonies y cambios de integrantes (2009-2011)
El 19 de diciembre de 2009, la banda puso una actualización de su perfil de Facebook diciendo que estaban escribiendo y grabando un nuevo álbum durante los próximos 3 meses. A mediados de abril, la banda completó el registro después de una gira por Europa, su título se reveló como Imperial. El 12 de mayo a medianoche (PST), la banda lanzó tres nuevas canciones fuera del disco, "The Solitary Life", "Counselor", y "Bones", como medios de transmisión en línea antes de su lanzamiento. El 15 de junio de 2010, Imperial fue puesto en libertad en todo el mundo.
In Fear and Faith aparecido en el 2010 Vans Warped Tour que se realiza en el Skullcandy Stage. Craig Owens, de Destroy Rebuild Until God Shows, realizó la voz de invitado con el grupo en dos de las fechas de sus conciertos. In Fear and Faith también participó en Band of Brothers Tour en el otoño de 2010 con bandas como We Came as Romans, Confide, Upon a Burning Body y Abandon All Ships.
Mientras que In Fear and Faith fueron incluidos en Attack Attack!'s This Is a Family Tour, el vocalista gutural Cody Anderson se vio obligado a no poder incluir este Tour su horario por motivos personales y su posición en el grupo fue sustituido por Bryan Zimmerman, Sky Eats Airplane. El 5 de diciembre de 2010 se anunció que Anderson dejó la banda por completo. La razón de su salida nunca fue explicada. Con esa alineación, la banda tomó un tiempo de descanso de las giras y grabó un EP con versiones sinfónicas de algunas de sus canciones. El EP fue titulado Symphonies, y fue lanzado el 3 de mayo de 2011, Barnes realiza tanto las voces limpias en este nuevo material. Antes de este lanzamiento, la banda una vez más cambió su alineación tanto Tyler McElhaney y Slifka Noé fueron reemplazados por Jarred Dearmas y Sean Bell, respectivamente. Bell, fue miembro de gira durante el presente This Is A Family Tour para el grupo en la posición de la guitarra rítmica antes de su unión y Dearmas fue originalmente vocalista de la banda durante su fundación en la escuela secundaria cuando tenía 17 años en 2006 .

### Álbum homónimo (2012)
La banda embromado anunció su nuevo álbum por la liberación el primer sencillo el 8 de noviembre de 2011 para una canción titulada, "It All Comes Out (On the Way Down)". "A Creeping Dose" fue lanzado el 29 de junio de 2012, tres días por el "Scream It Like You Mean It 2012" tour. El álbum fue lanzado a finales de ese año el 16 de octubre de 2012, con David Stephens de We Came as Romans apareció como vocalista invitado en la canción "The Calm Before Reform.".

### Retorno de algunos miembros antiguos y nueva música (2013-present)
Ramin Niroomand informalmente anunció que él y su hermano Mehdi Niroomand ya no son miembros In Fear and Faith. Su guitarrista ha publicado una declaración a través de Instagram que indica que se dará a conocer una declaración sobre el futuro de la banda "una vez que los asuntos legales desaparecen". El 7 de mayo de 2014, la banda publicó una fotografía en su Facebook con una calavera y dos espadas leyendo "07/06/14" ". De acuerdo a los puestos en Facebook, Cody Anderson y Noah Slifka, están de vuelta en la banda y anunció a través de su foto de perfil que In Fear and Faith estará en el espectáculo como banda soporte de Saosin junto con Open Hand el sábado 7 de junio de 2014 en el Club Nokia, Los Ángeles. Chase Whitney (End the Century, Two from Evil) se anunció como su baterista temporal. 
El 5 de junio de 2014, la banda anunció que estarían grabando música nueva emisión de esta declaración: "no planeaban inicialmente en él, pero con la ridícula cantidad de apoyo que hemos recibido en las últimas semanas, hemos decidido hacer. algo de música nueva. elaboración de los detalles en la actualidad " sin embargo, el 8 de junio, la banda anunció después de la apertura de Saosin con el vocalista original de Anthony Green que este sería su último concierto que más tarde fue negado en la página oficial de Facebook de la banda con el comentario "Scott no había terminado de hablar y la canción empezó. Probablemente nos haremos más shows. Uno pensaría que los sitios podrían llegar antes de informar de mierda".

## Miembros
| Miembros actuales - Tyler McElhaney – Bajo, coros, Samplers (2006-2011, 2014-presente) - Jarred DeArmas – Voz líder (2006-2007), coros (2011-presente), bajo (2011-2014), Teclados, piano (2013-presente) - Noah Slifka - Guitarra líder (2007-2011, 2014-presente), Guitarra rítmica (2007-2011) - Cody "Duke" Anderson – Voz gutural (2007–2010, 2014-presente) - Scott Barnes – Voz limpia (2008–presente), voz gutural (2010–2014) - Sean Bell – Guitarra rítmica, coros (2011–presente), guitarra líder (2011-2013) - Chase Whitney – Batería (2014-presente) | Miembros anteriores - Davey Owens – Guitarra líder (2006-2007) - Michael Guy – Teclados, Piano (2006-2007) - Ramin Niroomand – Guitarra rítmica (2006-2007, 2008-2013), Guitarra líder (2007-2013), Teclados, Piano (2008-2013) - Mehdi Niroomand – Batería (2006-2013) - Tyler Smith – Voz Limpia (2007-2008), Teclados, Piano (2007-2008) |

Línea de tiempo

## Discografía
| año                   | Título             | Label | Tabla posiciones | Tabla posiciones | Tabla posiciones | Tabla posiciones |
| año                   | Título             | Label | Top 200          | US Indie         | US Heat          | Hard Rock        |
| --------------------- | ------------------ | ----- | ---------------- | ---------------- | ---------------- | ---------------- |
| 6 de enero de 2009    | Your World on Fire | Rise  | 193              | 23               | 8                | -                |
| 15 de junio de 2010   | Imperial           | Rise  | -                | 32               | 4                | 18               |
| 16 de octubre de 2012 | In Fear and Faith  | Rise  | 143              | 37               | 3                | 12               |

EP
- Voyage (2007)

Demos
- In Fear and Faith (2006)

## Videos musicales
- "Live Love Die" (2008)
- "Your World on Fire" (2009)
- "The Road to Hell Is Paved with Good Intentions" (2009)
- "Bones" (2010)